# 카우스 메디아
카우스 메디아(Kaus Media) 또는 공식명칭 궁수자리 델타(δ Sgr)는 남반구 황도대의 궁수자리 방향에 있는 쌍성계이다. 겉보기등급은 +2.70으로 맨눈으로 쉽게 볼 수 있다. 시차 자료로부터 계산한 이 별까지의 거리는 약 348 광년 (107 파섹)이다.

## 특징
2008년 Eggleton과 Tokovinin은 궁수자리 델타를 진화가 이루어진 K3 III 분광형의 거성과 백색왜성으로 이루어진 쌍성계 목록에 올렸다. 거성 쪽은 바륨별의 성격을 약하게 띠고 있으며, 반성인 백색 왜성과의 질량 교환을 통해 항성 표면에 S과정으로 생긴 원소들이 풍부하게 누적된 것으로 보인다. 주성의 질량은 태양의 3.21 배이며 나이는 약 2억 6000만 년이다.
궁수자리 델타에는 희미한 안시 동반성 셋이 존재한다.
- 주성으로부터 26 각초 거리에 있는 14등급 항성
- 40 각초 거리에 있는 15등급 항성
- 58 각초 거리에 있는 13등급 항성

## 명명법
궁수자리 델타(δ Sgr)는 이 항성계를 바이어 명명법으로 표기한 것이다.
전통적으로 불려오던 이름인 카우스 메디아 Kaus Media, 카우스 메리디오날리스 Kaus Meridionalis, 메디아 Media는 아랍어 قوس ('카우스', 활)와 라틴어 media ('메디아', 가운데)에서 유래한 것이다. 2016년 국제천문연맹(IAU)은 항성들의 고유명칭을 공식화 및 목록화할 목적으로 항성명칭 워킹그룹(WGSN)을 조직했다. WGSN은 2016년 7월 1차로 카우스 메디아 Kaus Media 명칭을 고시했다.
《알 악사시 알 무아케트 성표》에 이 별은 타니 알 와리다 Thani al Waridah 로 표기되어 있으며 그 뜻은 '와리다 중 두 번째'이다.
중화권에서 카우스 메디아는 기(箕)에 소속되어 있다. 기는 카우스 메디아 외에 궁수자리 감마, 엡실론, 에타로 이루어져 있다. 이들 중 카우스 메디아 하나만을 일컫는 명칭은 기수2(箕宿二)이다.
카우스 메디아는 궁수자리 감마, 엡실론, 제타, 람다, 시그마, 타우, 피와 함께 '찻주전자 별자리'를 구성한다.
힌두 점성술에서 이 별은 '푸르바샤다 나크샤트라' Purvashada Nakshatra 로 불리기도 했다.